# Samiha Ayoub
Samiha Ayoub (em árabe: سميحة أيوب) foi uma atriz egípcia conhecida por seu trabalho no teatro, no cinema e na televisão. Em 2015, ela recebeu o Prêmio Nilo nas Artes, e no mesmo ano, o grande salão do Teatro Nacional recebeu seu nome, em homenagem à sua notável carreira no cinema e no teatro, e suas contribuições às artes teatrais no Egito.

## Biografia
Samiha Ayoub nasceu em Shubra, Cairo, em 1932. Ela se formou na Nun's School e ingressou no Acting Institute em 1952. Sua descoberta veio depois de seu papel em Samara e Rabaa ElAdawya (série de rádio). Ela foi casada três vezes, com o ator Mohsen Sarhan, o ator Mahmoud Morsy e o dramaturgo Sa'ed Eddine Wihbe (Saad Eddin Wehbe).

### Vida profissional
De 1972 a 1975, Ayoub administrou o The Modern Theatre e, de 1975 a 1985, foi diretora do Al-Qawmy Theatre. Ela atuou na famosa minissérie de televisão El Miraya ao lado de Salah Zulfikar em 1984.

### Morte
Samiha morreu em 3 de junho de 2025, aos 93 anos.

### Peças teatrais
- Al-Bakheel (O Avarento)[1]
- Kobry Al-Namoos (Ponte do Mosquito)[1]
- Sikkat Al-Salama (O Caminho Certo)[1]

### Filmes
- Motasshareda
- Shatea Al-Gharam Wal Wahsh[1]
- Bein El Atlal (1959) [1]
- Tita Rahiba (2012) [1]
- El-Leila El-Kebira (2015) [1]

### Televisão
- El Miraya (1984)